# Baculifera imshaugiana
Baculifera imshaugiana är en lavart som först beskrevs av Richard Clinton Harris och som fick sitt nu gällande namn av Bernhard Marbach 2000. 
Baculifera imshaugiana ingår i släktet Baculifera och familjen Caliciaceae. Inga underarter finns listade i Catalogue of Life.